# Euclides Triches
Euclides Triches (Caxias do Sul, 23 de abril de 1919 – 11 de fevereiro de 1994) foi um ex-militar, engenheiro metalúrgico, político e governador do Rio Grande do Sul durante o regime militar.

## Biografia
Em 1936, o descendente de italianos Euclides Triches transferiu-se para o Rio de Janeiro para ingressar na carreira militar. Em 1948, diplomou-se em engenharia metalúrgica pela Escola Técnica do Exército. Já em 1951, depois de se reformar como major, entra na vida política.
Foi eleito prefeito de Caxias do Sul, pelo Partido Social Democrático, tendo exercido o cargo entre 31 de dezembro de 1951 e 31 de janeiro de 1954, quando renunciou. Após, foi empossado secretário de Obras Públicas do estado no governo de  Ildo Meneghetti.
Em 1955, Triches concorreu à prefeitura de Porto Alegre, sendo derrotado por Leonel Brizola, do PTB. Na ocasião, teve forte repercussão uma charge do cartunista Sampaulo, onde se via Walter Peracchi Barcelos apresentando Porto Alegre para o candidato Triches, que se mudara para a capital fazia poucos meses. Publicado no Diário de Notícias, foi reproduzido pelo Clarin, jornal do PTB, e hoje é apontado como um dos fatores da derrota de Triches.
Em 1961, foi indicado pelo Conselho Nacional de Pesquisas (CNPq) para fazer um estágio de aperfeiçoamento em estabelecimentos industriais na Europa, pelo período de um ano. De volta ao país, em 1962, elegeu-se deputado federal pelo Rio Grande do Sul, reelegendo-se em 1966.
Membro do PSD, fez parte do movimento de partidos de direita (junto com a UDN e o Partido Libertador) para a formação da conservadora ARENA, sustentação civil do regime militar iniciado com o golpe de 1º de abril de 1964. Indicado por Brasília, foi eleito governador do estado do Rio Grande do Sul com respaldo parcial da Assembléia Legislativa estadual, dominada pela ARENA, e governou o estado no período de 15 de março de 1971 a 15 de março de 1975. Após seu mandato como governador, seria indicado para a presidência da Amazônia Mineração S/A.
Em 18 de outubro de 1974 lhe foi concedido o título de de “Cidadão Sul-Lourenciano” pela Câmara Municipal de São Lourenço do Sul.